# Basilea III
Els acords denominats Basilea III són els futurs acords de regulació bancària.
Basilea III es duu a terme en el context de la constatació que el risc de contrapart en les transaccions de 500 mil milions d'euros en productes derivats han estat mal mesurades sobre la base d'hipòtesis poc controlades, en particular en el context de l'evolució dels mercats baixistes.